# Miafizitizam
Miafizitizam je kristološka formulacija koja drži da su u osobi Isusa Krista božanska priroda i ljudska priroda ujedinjene (μία, mia - "jedan" ili "jedinstvo") u složenu narav ("physis") pri čemu su te dvije naravi neodvojive, neizmiješane, bez nedoumica i nepromjenjive.
Povijesno gledano, Kalcedonski kršćani smatraju da je miafizitizam općenito odgovoran za ortodoksno tumačenje, za razliku od monofizitizma koji je nauk o samo jednoj, božanskoj, prirodi Isusa Krista koji negira njegovu ljudsku prirodu, iz čega proizilazi da postoji bitna razlika između Miafizitizama i Monofizitizama. 
Orijentalni pravoslavci za sebe rabe naziv Miafiziti, ali preferiraju naziv nekalcedonci. 

## Povijest
Izraz "Miafizitizam" nastao je kao odgovor na duofizitske kritike monofizitizma. Kako nestorijanstvo ima svoje korijene u tradiciji Antiohije koju je osporavala aleksandrijska tradicija, kršćani u Siriji i Egiptu koji su se željeli distancirati od krajnosti nestorijanizma, te održati integritet svoja teološka stajališta, usvojili su taj naziv Miafizit kako bi izrazili svoje stajalište.
Teologija miafizitizma temelji se na razumijevanju prirode (grčki φύσις: fizis) Krista: božanske i ljudske. Nakon što se kretala između doktrina doketizma (da je Krist samo izgledao kao da je čovjek) i adoptizma (da je Krist bio čovjek izabran od Boga), Crkva je počela dublje istraživati otajstvo Kristove naravi. Dvije su pozicije posebno izazvale kontroverzu:
- Nestorijanizam je naglašavao razliku između božanskog i ljudskog u Kristu do te mjere da se ispostavljalo kako u istom tijelu žive dvije osobe. To stajalište su osudili na ekumenskom saboru u Efezu 431. godine.
- Eutihianizam je naglašavao jedinstvo Kristove prirode do te mjere da je Kristova božanska narav konzumirala njegovu ljudsku prirodu kao što bi ocean konzumirao kapljicu octa. I to gledište su osudili na kasnijem ekumenskom Saboru u Kalcedonu 451. godine.

Kao odgovor na Eutihianizam, Sabor u Kalcedonu je usvojilo duofizitizam, koji jasno razlikuje osobu i prirodu, ističući da je Krist jedna osoba s dvije prirode, ali naglašava da su te prirode "bez nedoumice, bez promjene, bez podjele, bez razdvajanja".
Monofiziti su odbacili ovu definiciju kao onu koja graniči s Nestorijanstvom i umjesto toga pridržavali se riječi Ćirila Aleksandrijskog, glavnog protivnika nestorijanstva, koji je govorio o "jednoj (mia) prirodi riječi Boga utjelovljenoga" (μία φύσις τοῦ θοο λόγου σεσαρκωμένη mía phýsis toû theoû lógou sesarkōménē) ali nisu uspjeli vidjeti razliku između naglašenog muškog oblika "Mono" i manje naglašenog ženskog oblika "Mia". Razlika između ovih stajališta bila je da utjelovljeni Krist ima jednu prirodu, ali da ta priroda i dalje ima i božanski karakter i ljudski karakter, te zadržava sva svojstva oba karaktera.
Sabor Kalcedona (451) se među kalcedoncima često promatrao kao prekretnica u kristologiji jer je prihvatio duofizicizam. Međutim, kako su orijentalne crkve, osobito Kopti u Egiptu, koji su se držali miafizitizma, odbacili tu odluku, što je izazvalo spor koji je postao glavni socio-politički problem za Istočno Rimsko Carstvo. Slijedili su brojni pokušaji ponovnog okupljanja između ta dva bloka (uključujući henotikonski edikt 482. godine), pa je ravnoteža vlasti mijenjala strane nekoliko puta. Međutim, odluka u Kalcedonu ostaje službeni nauk Istočne pravoslavne Crkve, Rimokatoličke Crkve i tradicionalne Protestantske Crkve. Crkve koje nisu kalcedonske obično su okupljene u zajednicu koja se naziva Orijentalni pravoslavci. Posljednjih desetljeća vođe raznih grana Crkve govore o razlikama između njihovih kristiologija kao o onima koje nisu tako ekstremne kao što se tradicionalno vjerovalo.
John Meyendorff (17. veljače 1926 – 22. srpnja 1992), povjesničar tog razdoblja crkvene povijesti i vodeći teolog američke pravoslavne Crkve, smatrao je da službeni nauk Istočne pravoslavne Crkve nije izraženo samo Kalcedonom, već "Kalcedonom plus Ćirilom" - tj. pozicijom duofizita kojeg izražava Kalcedon, plus Ćirilovim miafizitskim izražajem citiranim gore u svome pravoslavnom tumačenju - s prvim tumačenjem pokušavajući izraziti neizrecivo s jedne strane (pozicije duofizita), a s druge strane s potonjim radi isto, ali iz kuta miafizitizma, pri čemu su se oba pristupa smatrala potrebnima, što znači da ni jedan od navedenih nije dostatan sam po sebi.

## Vanjske poveznice
- Severus of Antioch’s Objection To The Council Of Chalcedon:A Re-Assessment
- Coptic interpretations of the Fourth Ecumenical Council
- Joint declarations between the Syriac Orthodox and Roman Catholic Churches
- Common declaration of Pope John Paul II and HH Mar Ignatius Zakka I Iwas  Arhivirana inačica izvorne stranice od 19. srpnja 2011. (Wayback Machine)
- Syriac Orthodox Resources
- Agreed Statements between representatives of the Oriental and Eastern Orthodox Churches